# 千葉県道189号千葉ニュータウン北環状線
千葉県道189号千葉ニュータウン北環状線（ちばけんどう189ごう ちばニュータウンきたかんじょうせん）は、千葉県印西市と白井市を結ぶ一般県道。白井市清戸 - 神々廻間は未開通である。

## 概要
- 起点：印西市草深（国道464号交点）
- 終点：白井市根（千葉県道59号市川印西線交点）

## 地理

### 通過する自治体
- 印西市
- 白井市
- 船橋市
- 白井市

### 交差・接続する道路
- 国道464号- 印西市草深
- 千葉県道4号千葉竜ヶ崎線 - 印西市草深
- 千葉県道61号船橋印西線 - 印西市和泉

白井市清戸 - 神々廻間：未開通
※ただし、この未開通区間は白井市道で結ばれており、迂回路として機能している（2021年2月時点）
- 千葉県道193号小室停車場復線 - 船橋市小室町
- 国道16号 - 白井市復 ※立体交差
- 千葉県道59号市川印西線・千葉県道192号白井停車場線 - 白井市根
- 国道464号 - 白井市根
- 千葉県道59号市川印西線 - 白井市根（終点）